# Pirani
Pirani é um robusto medidor de condutividade térmica usado para realizar a medida de pressões de sistema que estão no vácuo. Ele foi inventado por Marcello Pirani em 1906.
O princípio de funcionamento do medidor Pirani tem como base a condutividade térmica dos gases como sendo um indicador de sua pressão, visto que a capacidade de um gás conduzir calor está dependente da sua pressão (isto porque, à medida que a pressão diminui, existe menos partículas do mesmo gás a chocar umas com as autras). Esses tipos de medidores são utilizados para medidas de uma faixa de pressão desde a atmosférica até 10−4 Torr.
Num medidor pirani, dois filamentos atuam como resistências em dois ramos de uma ponte de Wheatstone. São os filamentos de referência que são imersos em uma pressão fixa, enquanto que os filamentos de medida são expostos ao sistema de gás.
A corrente através da ponte aquece ambos os filamentos. Moléculas de gás atingem os filamentos aquecidos e arrancam parte do seu calor, variando a temperatura e assim variando a resistividade do filamento. Se a pressão do gás ao redor do filamento de medida não está idêntica à que está ao redor do filamento de referência, a ponte fica desbalanceada e o grau de desbalanco é um indicativo da medida da pressão. Na realidade medidores pirani eletricamente modernos, ajustam o desbalanço e usam a corrente necessária para levar ao balanço como uma medida da pressão.

Tradução
/ref|en|Pirani gauge|326707829